# C86
C86 är en samlingskassett som gratis följde med ett nummer av brittiska musiktidningen New Musical Express 1986. Bandet sammanfattade en del av indie-scenen i Storbritannien vid tiden runt 1985-1986.

## Låtlista

### Sid 1
1. Primal Scream - Velocity Girl
2. The Mighty Lemon Drops - Happy Head
3. The Soup Dragons - Pleasantly Surprised
4. The Wolfhounds - Feeling So Strange Again
5. The Bodines - Therese
6. Mighty Mighty - Law
7. Stump - Buffalo
8. Bogshed - Run to the Temple
9. A Witness - Sharps And Sticks
10. The Pastels - Breaking Lines
11. The Age of Chance - From Now On This Will Be Your God

### Sid 2
1. Shop Assistants - It's Up To You
2. Close Lobsters - Firestation Towers
3. Miaow - Sport Most Royal
4. Half Man Half Biscuit - I Hate Nerys Hughes (From the Heart)
5. The Servants - Transparent
6. The MacKenzies - Big Jim (there's No Pubs In Heaven)
7. Big Flame - New Way (Quick Wash And Brush Up...)
8. We've Got Fuzzbox... - Console Me
9. McCarthy - Celestial City
10. The Shrubs - Bullfighter Blues
11. The Wedding Present - This Boy Can Wait

## C86 som genre
Även om många av banden på kassetten hade ett hårdare och mer punkinfluerat sound, blev "C86" efter ett tag namnet på en genre inom indiepopen som kännetecknas av ett "gulligt" (på engelska twee) sound, med mjuka harmonier och enkla melodier. Band från kassetten som kan sägas representera denna stil är till exempel McCarthy, The Pastels och Shop Assistants.